# Сементовский-Курилло, Николай Митрофанович
Николай Митрофанович Сементовский-Курилло (28 августа 1901 года, недалеко от Полтавы, Полтавская губерния — 1 декабря 1979, Хайдельберг, Германия) — российско-украинский, итальянский, немецкий писатель, журналист, редактор и астролог. Николай Сементовский-Курило (Никола Сементовский Курило, Sementowsky-Kurilo Nikolaus).
В Западной Европе Сементовский-Курило Н. считается одним из самых образованных людей XX века.
Литературная деятельность Сементовского велась на русском, немецком, французском, итальянском языках, по различным тематикам; лирика, романы, рецензии, эссе и политико-культурная.
Его многочисленные книги были изданы в Германии, Бельгии, Испании, Италии и Швейцарии.

## Биография
Николай Сементовский-Курило происходил из старинного дворянского рода Сементовских-Курилло, из которого вышли дипломаты, художники, ученые и государственные служащие. Его мать-немецкого происхождения, русская немка. Отец — Сементовский-Курилло, Митрофан Константинович (1857 — не ранее 1917) — подполковник в отставке, петербургский домовладелец.
Его прадед, Сементовский-Курило Максим Филиппович, был врачом в царское время. Его дед, Сементовский-Курило Константин Максимович, высокопоставленный чиновник правительства и автор исторических трудов.
Николай до 1917 года учился в институте (гуманистическом) в Санкт-Петербурге (Ленинграде). В период русской революции, в 17 летнем возрасте, он был осуждён, ему грозила смерть, чудом он остался жив. В 1920 году Николай вынужден бежать из России в Германию, через Эстонию. В Берлине Сементовский-Курило продолжил своё образование, учился в университете политике, философии, литературе и истории.
- 1929 год- Сементовский редактор в редакции «Weltkreis-Verlag» («Всемирный круг — Издательский») в Берлине.

- 1930—1931 годы — Сементовский редактор редакции Dammert-Verlag («С заботой-Издательство») в Берлине.

- 1931—1932 годы- Сементовский профессор в редакции Dreimaske-Verlag («Три маски-Издательство»). В эти же годы он основал издательство политической газеты -журнала Echo des Tages -«Эхо дня», в котором являлся, и редактором, и издателем. Журнал «Эхо дня» отличался критическими статьями в адрес зарождающегося национал-социализма.

- В 1933 году к власти в Германии пришли нацисты и Сементовский-Курило Н., как автор критических статей о национал-социализме, был вынужден покинуть Германию, в силу угрозы ареста.

Покинув Германию он отправился в изгнание во Францию, Италию, Испанию и Швейцарию.
- В 1936 году Сементовский-Курило был лишен немецкого гражданства, которое после войны ему было восстановлено.

В Барселоне и Швейцарии, он провел пресс-конференции и выпустил две книги в Швейцарии, которые сразу же были запрещены в Германии.
- 1941—1942 годы по приглашению правительства Италии Сементовский отправился в Модене, где он читал лекции по немецкой литературе в Университете Модены и преподавал.

- В 1944 году Сементовский был арестован гестапо и находился в тюрьме Кастельфранко- Эмилия в Болонья, в одиночной камере.

Ему повезло, что союзники высадились в Италии и освободили его из плена.
После окончания войны Сементовский преподавал в католическом университете Милана и работал, одновременно, в Папском Григорианском Университете в Риме. За ряд работ по истории России Сементовский получил звание почетный профессор.
- С 1953 по 1965 год Сементовский был, скорее, докладчиком по вопросам политическим, культурным и экономическим во многих национальных и международных журналах. Интеллектуальная и культурная история Запада, социология и психология, особенно в истории России, относятся к его любимым темам. Тематика его работ была связана с культурной и интеллектуальной историей западной цивилизации, социологией и психологией «железного занавеса» и культурной историей России.

- 1953—1958 годы Сементовский-Курило постоянный сотрудник газеты «Neue Zürcher Nachrichten» (среди более чем 250 статей по вопросам мировой политики), он одновременно работает корреспондентом медиагруппы (Grupomediático) в Италии по тематике политика, культура, экономика.

- 1959—1962 годы Сементовский-Курило корреспондент Deutsche Zeitung (на немецком языке), Кёльн, одновременно он работает сотрудником в целом ряде газет и журналов; на испанском, французском и итальянском языках и немецком языке в Швейцарии.

Кроме того Сементовского отличала бесконечная и разнообразная деятельность в качестве читателя на трёх языках; немецком, итальянском и французском.
- 1961 год Сементовский-Курило член Президиума Международного Клуба Прессы (журналистики) Рима в секции Милана .

- В 1962 − 1963 годах он основал в Милане, ассоциацию Союза иностранных журналистов и становится её президентом. За свою долгую и постоянную приверженность немецкой культуре за рубежом, Сементовский был назначен членом от правительства Германии в ассоциацию западногерманских журналистов в международной федерации журналистов в Брюсселе .

- В 1965 году Николай Сементовский-Курило переехал из Италии в Германию в Хайдельберг, где он умер 1 декабря 1979 года. С его лица была сделана посмертная маска.

## Награды
- 1963 г. Сементовский награждён немецким орденом «Федеральный крест за заслуги 1 класса»  -«Bundesverdienstkreuz I.», этим орденом награждаются за особые заслуги перед государством и населением Федеративной Республики Германии (это одна из самых высоких немецких наград).
- 1964 г. Сементовский награждён Золотой медалью города Милана.
- 1966 г. Сементовскому присуждена Итальянская Государственная премия — Премия культуры.

## Общественно-литературная деятельность
На протяжении многих лет Сементовский-Курило провёл много конференций в культурных организациях, университетах, колледжах, исследовательских сообществах и прежде всего в немецкой библиотеке Гёте -Институте (Goethe Institut), в Милане, в ассоциации академических католиков в Бонне, в обществе христианской культуры во Франкфурте- на- Майне, в институте по исследованию характерологических особенностей личности в Мюнхене, в академическом доме в Цюрихе и многие другие ….
География его выступлений:
— в Германии: Бонн, Дортмунд, Эссен, Франкфурте-на-Майне, Гослар , Гёттинген, Гамбург, Ганновер, Кассель, Мюнхен, Нюрнберг и др.;
— в Австрии: Брегенц, Фельдкирх, Инсбрук (нем. Innsbruck), и т. д.;
— в Швейцарии: Аскона, Базель, Санкт-Галлен, Цюрих, и т. д.,
-в Италии: Брешиа, Комо, Милан, Мантуя, Модена (Университет), Падуя, Парма (университет), Перуджа, Рим, Турин, и т. д..

## Астрология
Астрология, это ещё одно направление, в котором Сементовский-Курило преуспел, он пошёл по пути совмещения астрологии и психологии. Под влиянием своих христианских этических норм, он сразу понял, что астрология не только на пути к науке, но и к религии. Кроме того, астрология приближается к основным духовным истинам, и, следовательно, он увидел, как и христианство, так и астрология для человека должна быть в роли «доброго пастыря». Цель любой консультации астролога должно быть урегулирование конфликта, то есть создание душевного равновесия человека, его восстановление. На этом психологическим фоне было своё понимание астрологии как науки.
Он был одним из первых, кто принес вместе с аналитической психологией Карла Густав Юнга (Carl Gustav Jung) и астрологию. Он достиг ещё в молодости мысли о том, что астрология является психологической проекцией оригинального опыта.
В этом духе, были созданы его работы: первая ещё в 1946 году книга «Человек и звезды», особого внимания заслуживает книга " Астрология и психология ".
В 1970 году Сементовский был назван «Человек достающий звезды»- «Der Mensch griff nach den Sternen». Его книги по астрологии сегодня более известны, чем работы по гуманитарному направлению.
Среди его многочисленных опубликованных работ по астрологии заслуживают особого внимания:
- «Астрология» 1948 год,
— «Астрологические законы» (Astrologische Gesetze) 1950 год,
— «Синтетический анализ гороскопа» 1950 год,
-«Астрология и психология» 1960 год,
— «Зеркало судьбы -звезды» 1966 год.
Многие другие работы по астрологии появились позже .

## Семья
- Прадед — Сементовский-Курилло, Максим Филиппович, полтавский дворянин, врач.
- Дед — Сементовский, Константин Максимович (1823—1902) — действительный статский советник, производитель дел Комиссии Прошений в канцелярии статс-секретаря Его Величества, писатель, историк, краевед, этнограф.
- Отец — Сементовский-Курилло, Митрофан Константинович (1857 — …) — подполковник в отставке, петербургский домовладелец; «Северной гостиницы» на Невском проспекте, ресторана «Донон».
- Брат — Сементовский-Курило Константин Митрофанович, эмигрировал в Германию, жил во Франкфурте, где сделал блестящую карьеру в банковском деле.
- Николай Митрофанович никогда не был женат.